# August Weizenbergi tänav
La rue August Weizenberg (estonien : August Weizenbergi tänav) est une rue de Tallinn en Estonie,.

## Présentation
La rue se situe dans le quartier de Kadriorg de l'arrondissement de Kesklinn.
Elle porte le nom du sculpteur August Weizenberg.
Le quartier de Kadriorg se compose principalement de bâtiments résidentiels et du grand parc du château de Kadriorg.
L'extrémité ouest August Weizenberg tänav est à l'intersection de la route de Narva et de Raoua tänav.
Elle se termine en croisant la rue Valge tänav.
La longueur est de 1,326 km.

## Lieux et monuments de la rue
- August Weizenbergi 4 - Bâtiment de Karl Tarvas et Karl Burman.
- August Weizenbergi 7 -Bâtiment d'Aleksandr Vladovski.
- August Weizenbergi 8 - Bâtiment fonctionnaliste de Nikolai Thamm
- August Weizenbergi 9 - Bâtiment de Eugen Habermann et Edgar Johan Kuusik
- August Weizenbergi 20a - Bâtiment de Anton Lembit Soans
- August Weizenbergi 21 - Bâtiment de Karl Tarvase
- August Weizenbergi 23 - Bâtiment de Erich Jacoby et Johann Ostrat
- August Weizenbergi 25 - Bâtiment de Eugen Habermann
- August Weizenbergi 28 - Bâtiment du musée Mikkel
- August Weizenbergi 30 - Parc de Kadriorg et cave à glace du château de Kadriorg
- August Weizenbergi 34 -  Musée Kumu
- August Weizenbergi 37 - Château de Kadriorg
- August Weizenbergi 39 - Cabinet du président de la république d'Estonie (et)

## Galerie
| #  | Image | Nom                               |
| -- | ----- | --------------------------------- |
| 4  |       |                                   |
| 14 |       | A.Weizenbergi 14.                 |
| 19 |       |                                   |
| 20 |       | Centre de santé                   |
| 26 |       | Kadriorg - Nouveau corps de garde |
| 34 |       | Musée Mikkel                      |
| 37 |       | Château de Kadriorg               |
| 39 |       | Palais présidentiel               |